# Casio
Casio Computer Company, Limited (カシオ計算機株式会社, Kashio Keisanki Kabushiki-gaisha) est une entreprise multinationale japonaise fondée en 1946 à Mitaka au Japon. Elle est connue pour ses calculatrices, montres (dont la marque G-Shock), PDA et appareils photo numériques.

## Historique

### Le début: la Kashio Seisakujo
En avril 1946, Tadao Kashio (樫尾 忠雄, Kashio Tadao) fonde une entreprise de sous-traitance, la Kashio Seisakujo à Mitaka, près de Tokyo. L'entreprise produit des composants pour microscopes et boîtes de vitesses.
Aidé par son père Shigeru et son frère aîné Toshio (ancien technicien pour le Ministère des Télécommunications), Tadao Kashio commercialise un gadget, la Pipe Yubiwa, une bague porte-cigarette qui permet de fumer une cigarette jusqu'au filtre tout en laissant les mains libres,. Le succès commercial qui suit permet à la jeune entreprise de constituer une base financière pour ses autres projets, et notamment le premier prototype de calculatrice compacte électrique, créé en 1954.

### Création de Casio Computer
En juin 1957, rejoint par leurs deux frères Kazuo et Yukio, Tadao et Toshio fondent la compagnie Casio Computer, dont le père Shigeru devient président. La même année, la compagnie vend les droits d'exclusivité commerciale de la première calculatrice compacte entièrement électrique, la Casio 14-A, à la compagnie Uchida Yoko qui était déjà cliente de Kashio Seisakujo.
En avril 1960, Casio Computer implante des usines dans les quartiers Yamato-machi et Kitatama-gun de Tokyo, on y trouve, aujourd'hui, le siège actuel du contrôle des produits et de la centrale technique. Tadao Kashio est nommé président de l'entreprise en mai 1960 à la place de son père.
L'entreprise Casio Computer se spécialise alors dans le développement et la production de machines à calculer commandées par relais, pour les grandes entreprises et les instituts de recherche.

### Première crise: la fin des calculatrices à relais
Avec le développement des calculatrices à transistors plus rapides, plus silencieuses et plus compactes, Casio Computer accuse un certain retard technologique et est contraint par la concurrence étrangère de se concentrer sur le développement de calculatrices à transistors et d'abandonner les calculatrices à relais,.

### Sortie de crise: l'internationalisation

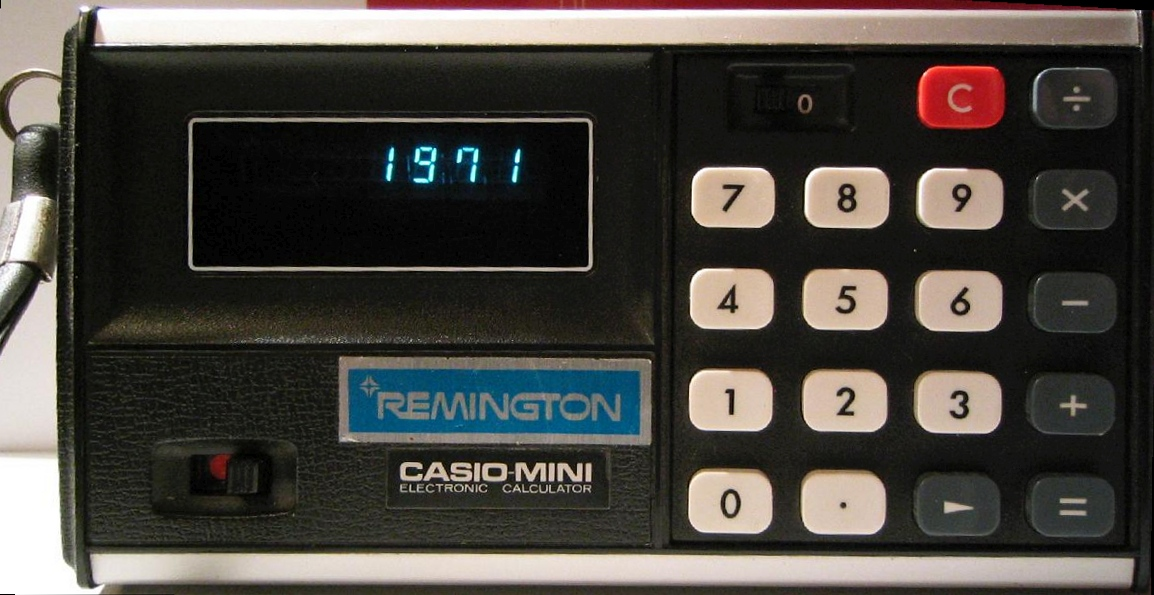
Calculatrice grand public Casio Mini

En 1965, le contrat d'exclusivité qui lie Casio Computer et Uchida Yoko prend fin. La compagnie se lance dans la vente directe et crée une cinquantaine de points de vente. La même année, Casio Computer lance l'ordinateur électronique de bureau Casio 001, un modèle transistorisé.
Fort de son succès au Japon, Casio Computer développe la Casio 101, spécialement pour le marché international. Casio Computer ouvre en 1967 une filiale européenne et en 1970 une filiale aux États-Unis.
Lors de son entrée au second marché de la bourse de Tokyo en septembre 1970 le cours des actions passe de 150 à 630 ¥.
En 1973, Casio Computer est introduit à la bourse d'Amsterdam et à la bourse de Francfort en 1979.

### Deuxième crise: la guerre des calculatrices
Le marché des calculatrices professionnelles commence à saturer avec plus de 50 fabricants. Les investissements de développement, de production et de commercialisation sont de plus en plus importants. Cette période est quelquefois appelée « la guerre des calculatrices ».

### Sortie de crise: la diversification

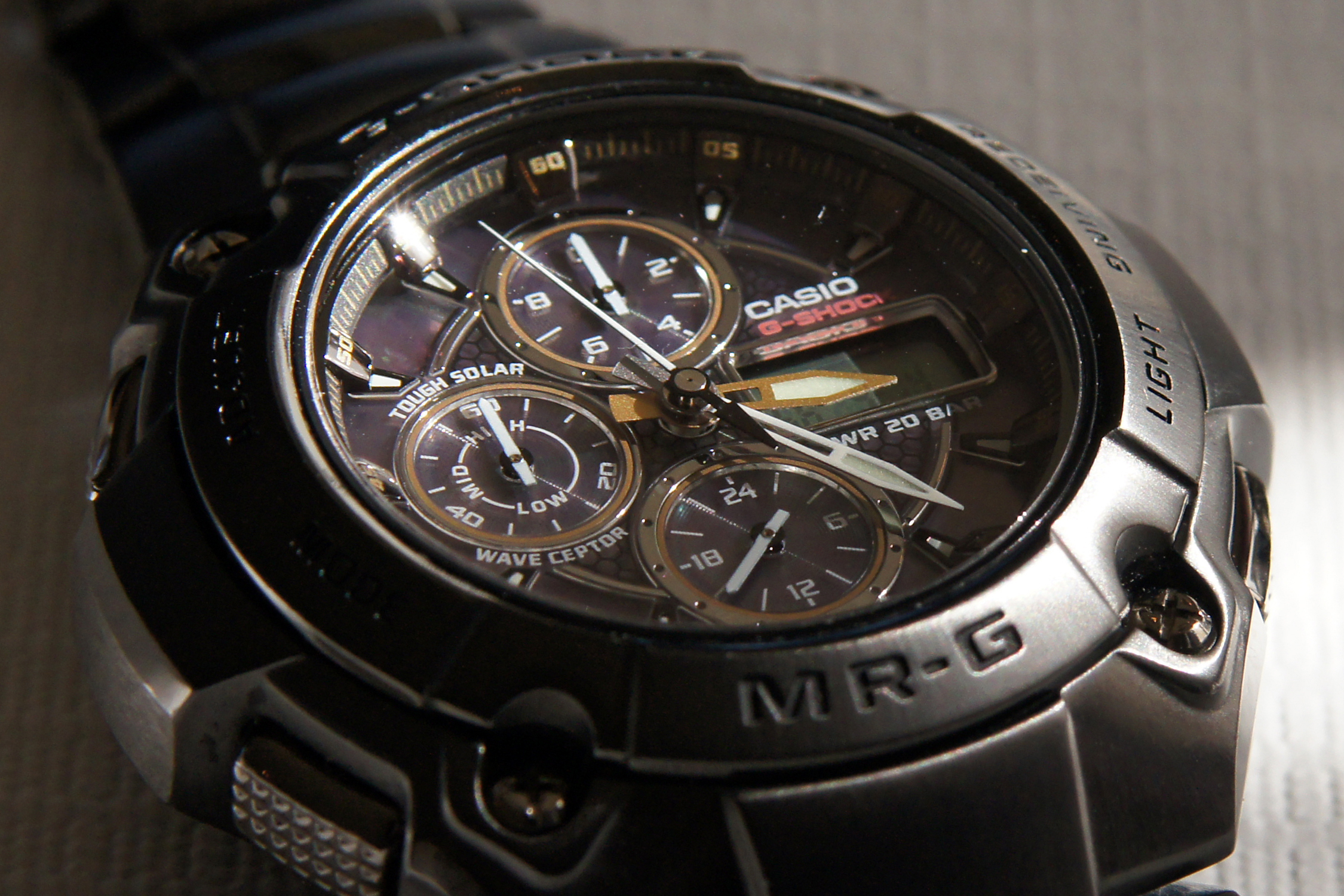
G-SHOCK MRG-7100BJ-1AJF

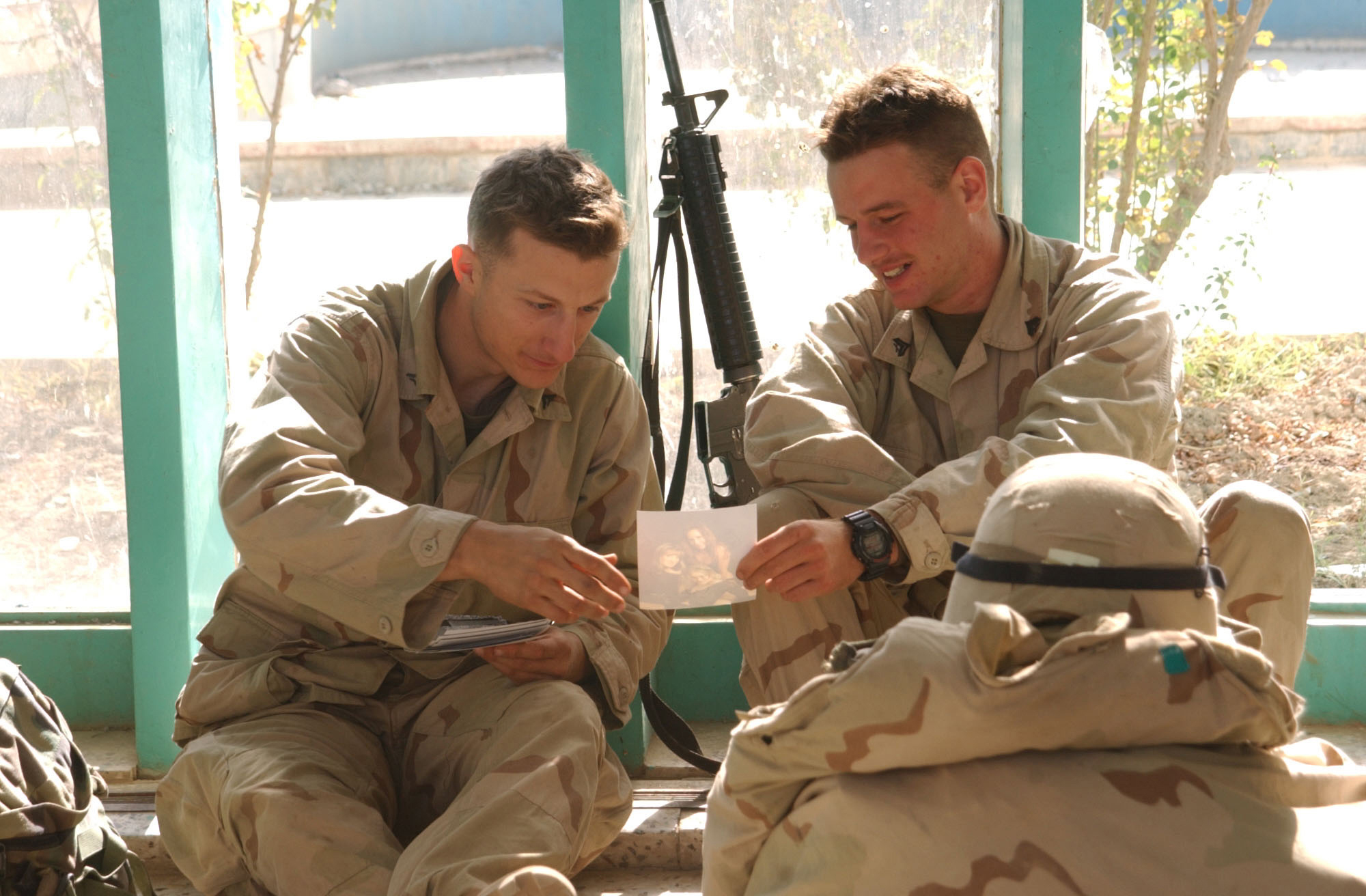
Soldat de l'United States Marine Corps muni de sa G-Shock à Kandahar en 2001

Pour faire face à la concurrence, l'entreprise se diversifie. Casio Computer change de niche et commence en 1972 la production de la Casio Mini, une calculatrice de poche destiné au grand public,. L'entreprise se montre très active dans la course à la miniaturisation.
En novembre 1974, se basant sur des technologies développées pour ses calculatrices de poche, la firme lance une montre-bracelet numérique, la Casiotron, la première montre à quartz à cristaux liquides,.
En 1980, l'entreprise lance sur le marché des instruments de musique électroniques, avec le Casiotone 201, un clavier électronique qui reproduit la sonorité d'un piano, d'un orgue ou d'une guitare. Le Sampletone, un instrument de musique électronique avec une fonction d'échantillonnage intégré, sort en mars 1986.
En 1983, l'entreprise produit des téléviseurs de poche LCD en noir et blanc (TV-10). Puis en 1985, l'entreprise développe son premier écran couleurs à cristaux liquides, avec le TV-1000.
En avril 1983, l'entreprise lance la marque G-Shock, les premières montres-bracelets antichocs à l'allure massive, avec la DW-5000C. Ces montres ont dans un premier temps du mal à s'imposer au Japon, mais leur succès sur le marché américain ouvre à la marque la porte du marché mondial. G-Shock devient dans les années 1990 une marque phare pour l'entreprise, avec notamment en 1994 le lancement de la gamme pour femme : les Baby-G. Les montres G-Shock sont plébiscitées par certains professionnels, les militaires, et les sportifs. La marque G-Shock continue à s'enrichir d'innovations et acquiert la réputation de montres « indestructibles »,,,,. Le succès ne dément pas. Entre 1983 et 2013 plus de 70 millions de G-Shock ont été vendues.

## Actionnaires
Liste de principaux actionnaires à fin septembre 2019.
| Nom                                    | %     |
| Casio Computer (autocontrôle)          | 6,35% |
| Nippon Life Insurance                  | 6,27% |
| Nomura Asset Management                | 6,05% |
| Casio Bros                             | 3,86% |
| Nikko Asset Management                 | 2,87% |
| Sumitomo Mitsui Banking                | 2,46% |
| Sumitomo Mitsui Financial Group        | 2,29% |
| Sumitomo Mitsui Trust Asset Management | 2,17% |
| GIC Pte Ltd. (Investment Management)   | 1,80% |
| William Blair Investment Management    | 1,61% |

## Les produits Casio

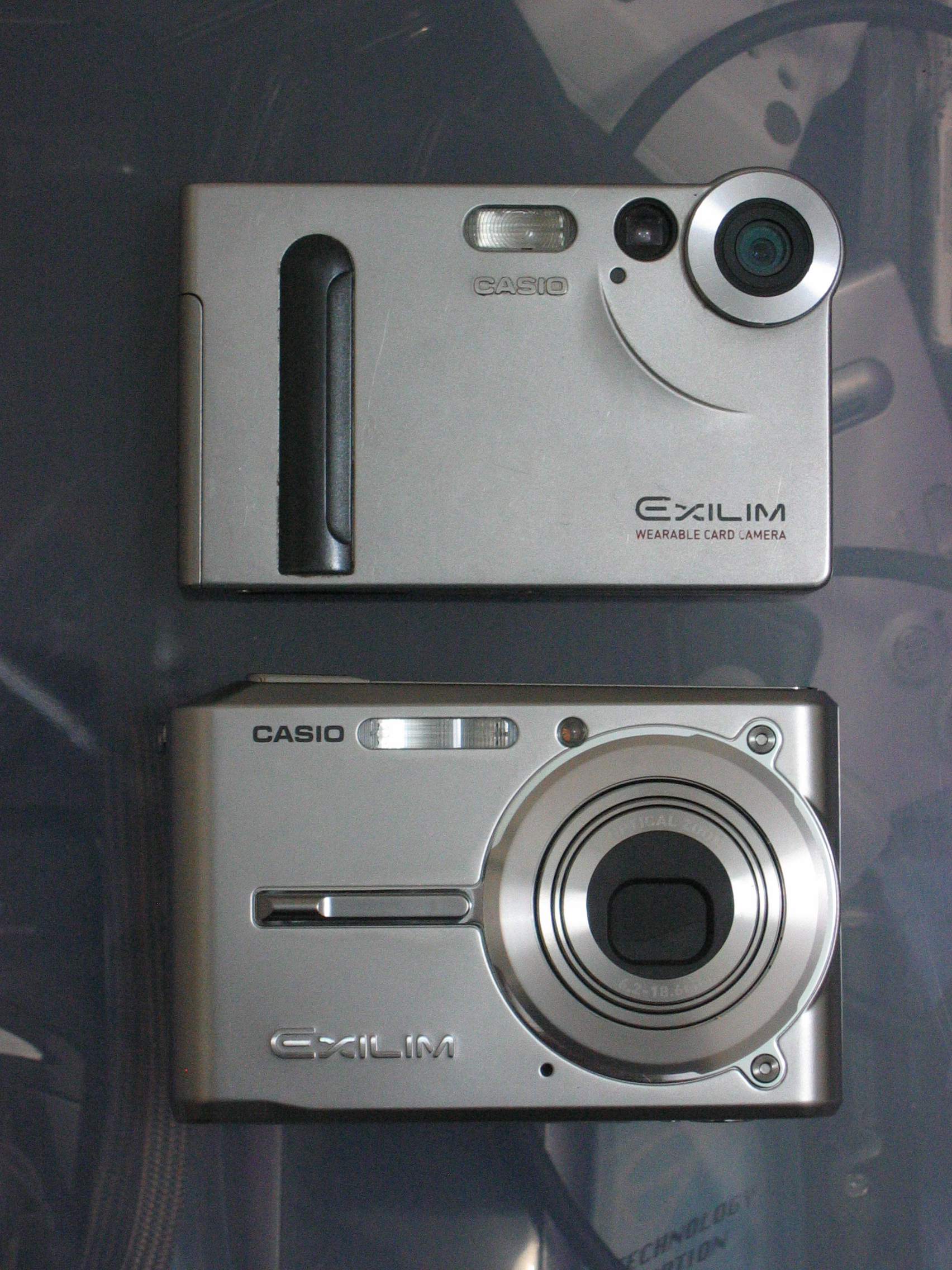
Appareil photo Exilim EX-S1 et EX-S600

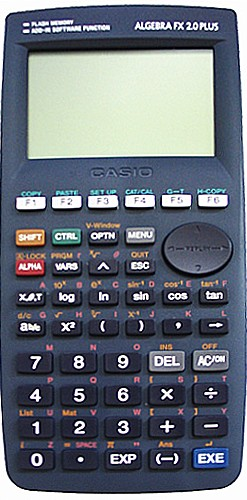
Calculatrice scientifique Algebra FX 2.0 Plus

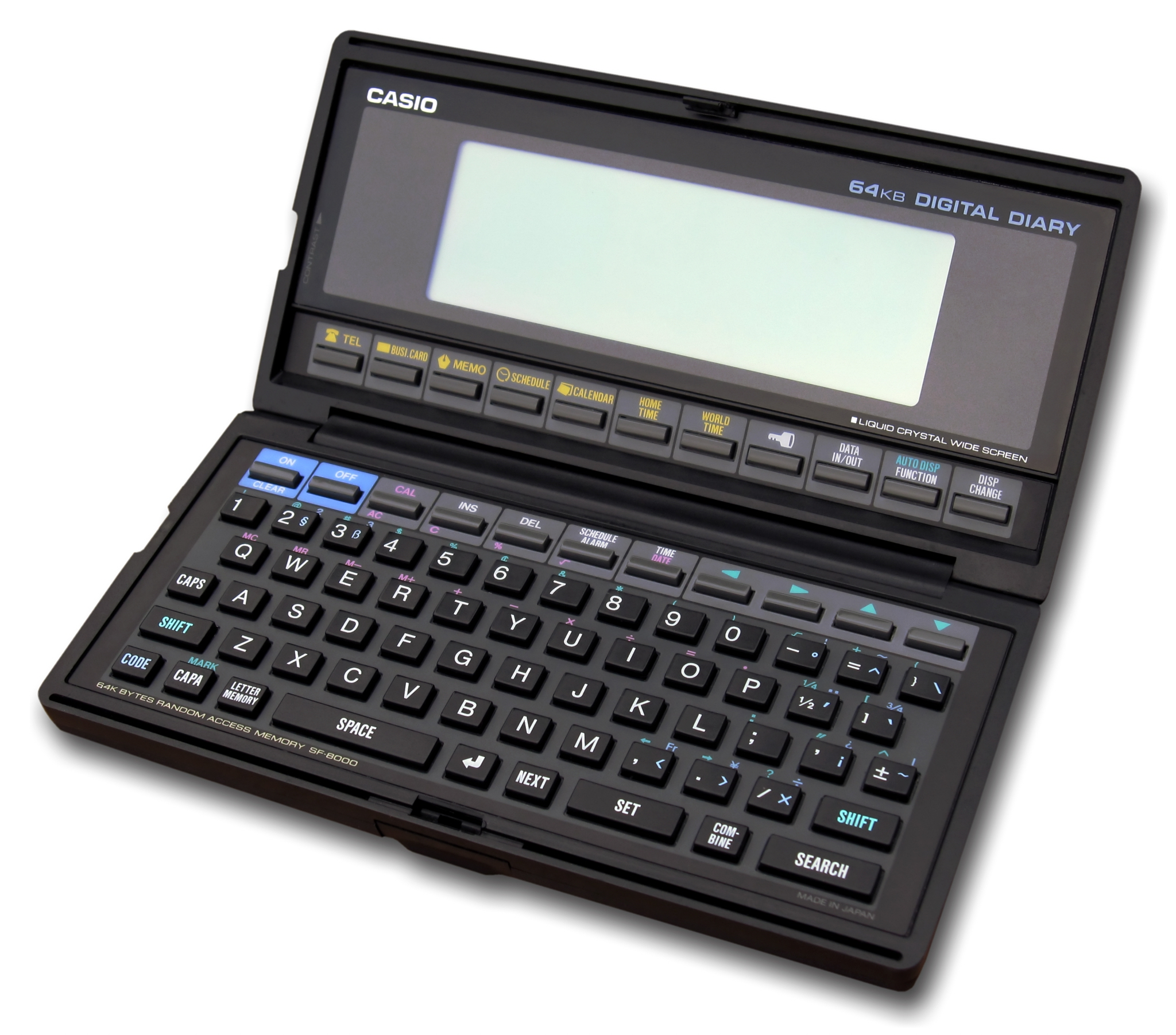
Agenda électronique Digital Diary SF-8000

Aujourd'hui Casio Computer est présent sur 11 marchés différents :
- Appareils photo numériques Exilim
  - Exilim Hi-Zoom
  - Exilim Card
  - Exilim Zoom
  - Exilim Pro
  - Exilim Accessory

- Montres
  - G-Shock
  - OCEANUS
  - Baby-G
  - Waveceptor (Radio-pilotees)
  - FELITE
  - Casio Sport
  - EDIFICE
  - Casio Collection
  - Wake Up Timer

- Instruments de musique
- Calculatrices grand public
- Calculatrices scolaires et graphiques
- Mobile Industrial Solutions
- Système d'étiquetage
- Dictionnaires électroniques Projecteur
- Projecteur
- Pocket PC
- Téléphonie mobile
- Terminaux points de vente[21]

## Les filiales

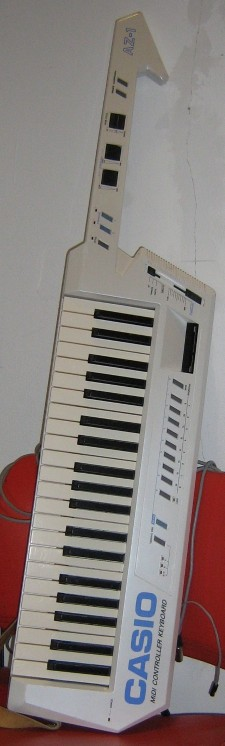

### Asie
- Casio Korea Co., Ltd. : 1987
- Casio Taiwan Co., Ltd. : 1978
- Casio Electronics (Shenzhen) Co., Ltd. : création en 1975, entreprise de distribution internationale
- Casio Lease : 1976
- Yamagata CASIO Co : 1979, pour la production d'instruments de musique électroniques, de téléphones mobiles et d'appareils photo numériques.
- Casio Computer Ltd. (Hong Kong) : 1987
- Casio (Guangzhou) Co., Ltd.
- Casio Electronic Technology (Zhongshan) Co., Ltd. des calculatrices de poche scientifiques et des digital diaries
- Casio Electronics (Zhuhai) Co., Lyd., : 1995, pour la production et la distribution de claviers électroniques
- Casio (Shanghai) Co., Ltd.
- Casio Bharti Mobile Communications Ltd., aujourd'hui : Casio India Co., Pvt. Ltd. : 1996, pour la fabrication et la distribution de paginateurs
- Casio Singapour Pte., Ltd.
- Casio (Thailand) Co., Ltd.
- Casio Électronicien Manufacturing Co : 1984.
- Casio Electronic Devices Co., Ltd. : 1990 pour la commercialisation des appareils électroniques.
- Casio Micronics Compagnie : 1987, pour la production et la vente de composants électroniques.
- Kochi Casio Co., Ltd. : 1990 pour la production d'écrans LCD et LSI.
- Kofu Casio Co., Ltd.
- Casio Techno Co., Ltd. : 1997, Service après-vente.
- Casio Information Systems Co., Ltd.
- Casio Hitachi Mobile Communications Co., Ltd. : 2004, Développement, design, et production des téléphones mobiles.
- Kyushu Casio Co., Ltd. : 1997, réorganisation de la société Fukuoka Casio et de ses filiales.
- Casio Soft Co., Ltd. :1999

### Amérique du Nord
- Casio Canada Ltd.
- Casio America, Inc. : 1966
- Casio Latin America, Inc.

### Europe
- Casio Electronics Co., Ltd.
- Casio Computer Co. GmbH, devenue CASIO Europe GmbH : 1972
- Casio France S.A. : 2000
- Casio Benelux B.V.
- Casio Scandinavia AS
- Casio Espana, S.L.

### Fondation
- Casio Science Promotion Foundation : 1982

## Galerie

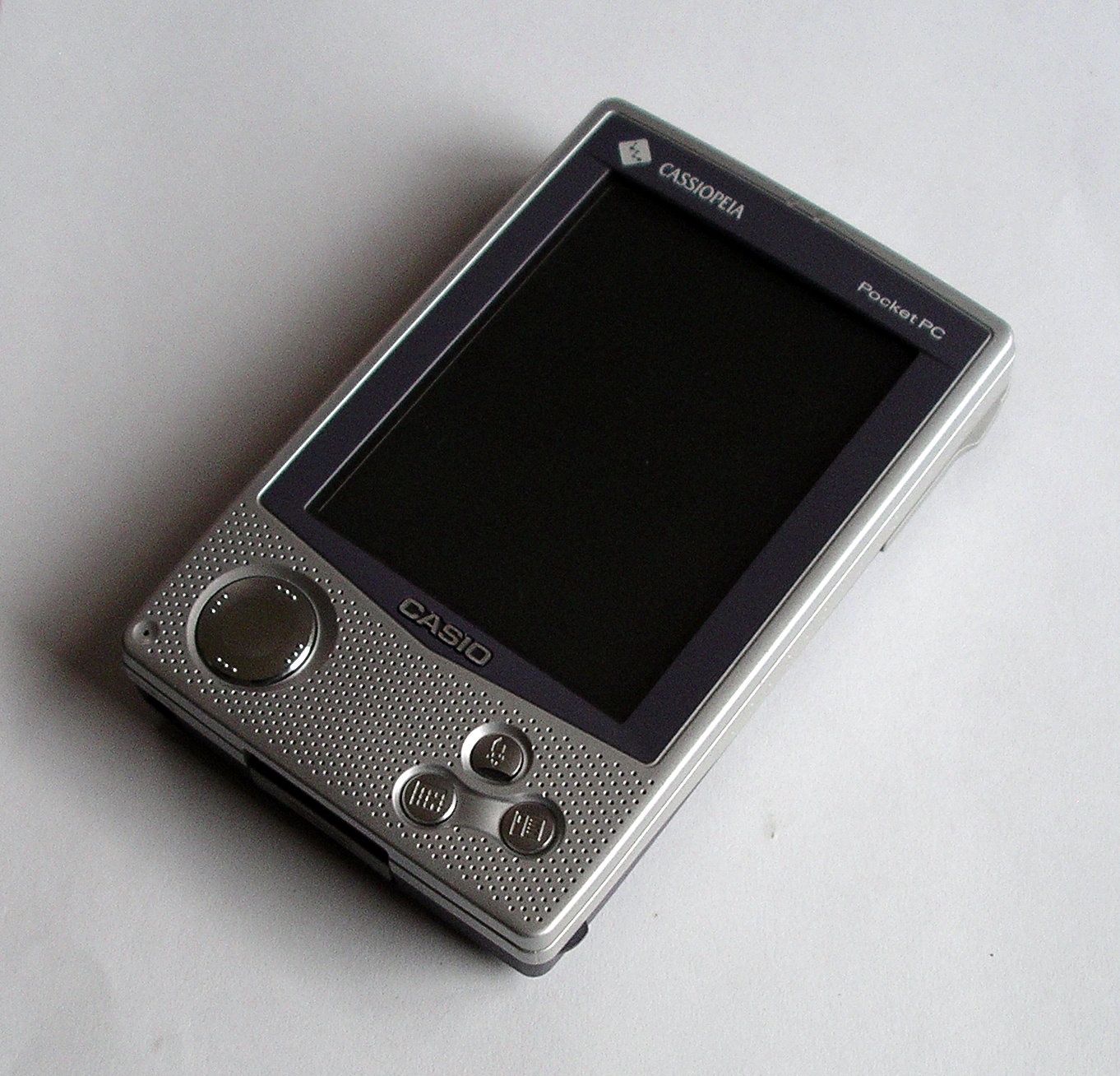
Pocket PC Cassiopeia E-125
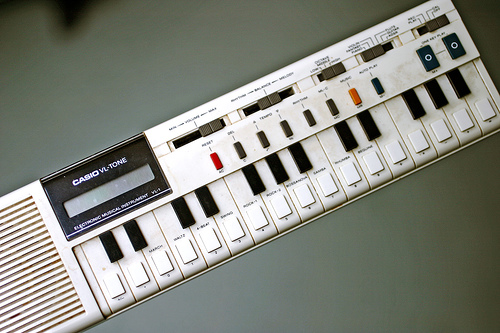
Clavier électronique Casio VL-1
Téléphone mobile Casio W31CA
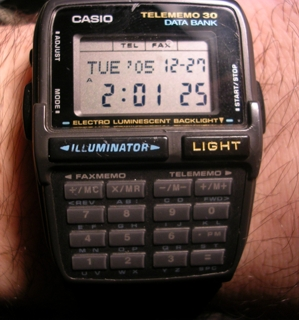
Montre calculatrice Casio Data Bank
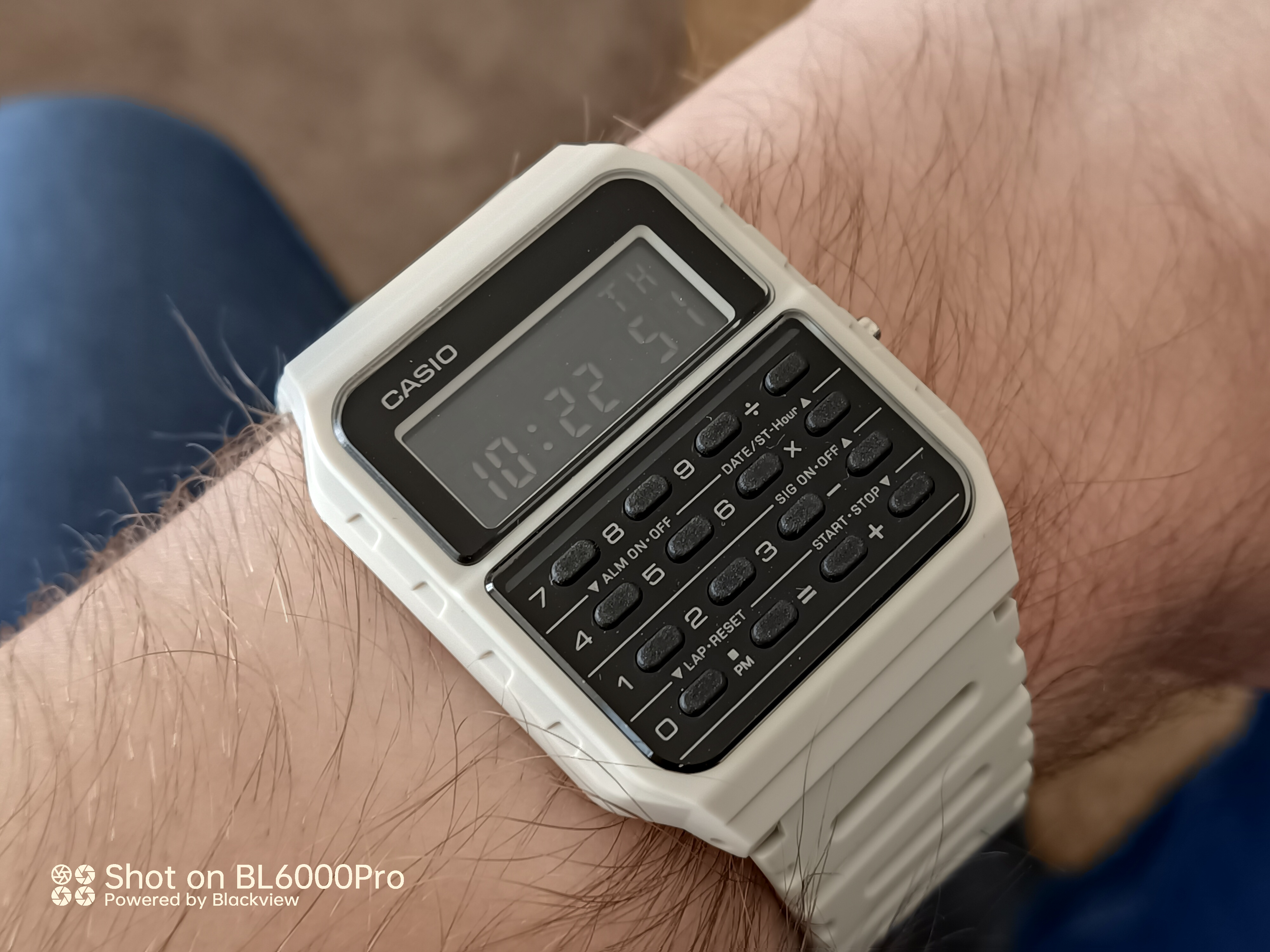
Montre calculatrice Casio CA-53WF, réédition de la Casio CA-53W